# Cartea tapajona
Cartea tapajona är en fjärilsart som beskrevs av Bates 1868. Cartea tapajona ingår i släktet Cartea och familjen Riodinidae. Inga underarter finns listade i Catalogue of Life.